# Саламандра деревна
Саламандра деревна (Aneides lugubris) — вид земноводних з роду в'юнка саламандра родини безлегеневі саламандри. Інша назва «алігаторова саламандра».

## Опис
Загальна довжина досягає 7,5-12 см. Голова доволі широка. Тулуб сплощений. У боків є 13—15 канавок. Має сильні лапи з перетинками між пальцями і м'язистий хвіст. Забарвлення спини коливається від світло- до темно-коричневого кольору. Черево зазвичай біле з сіруватими або жовтуватими відтінками.

## Спосіб життя
Полюбляє лісисту та гірську місцину. Зустрічається на висоті до 1500 м над рівнем моря. За допомогою розширених кінців пальців і хвоста добре лазить по деревах. Її схованки часто знаходяться в дуплах або деревних гніздах гризунів. Іноді в дуплі або гнізді накопичується десяток цих саламандр. Спираючись на хвіст, деревна саламандра може здійснювати стрибки, перевищують довжину її тіла. Живиться павуками, комахами, молюсками, хробаками, деревними грибами. Деревна саламандра видає звуки, схожі на глухий, але гучний писк.
У липні—вересні самиця відкладає в дупла або під відсталою корою від 12 до 24 яєць, і обидва батьки охороняють кладку, активно її захищаючи: це єдина саламандра, яка кидається й кусає простягнуту до яєць руку. Личинка не має зовнішніх зябер і зябрових щілин, не вміє плавати, у цьому відношенні не відрізняючись нічим від дорослих. У великому яйці, діаметром близько 4 мм з оболонками 6,5 мм, личинка проходить увесь свій розвиток. Але у схованці вона залишається довго, залишаючи її тільки через 1 рік після появи.

## Розповсюдження
Мешкає у штатах Каліфорнія (США) та Баха-Каліфорнія (Мексика).